# Anton Damm

Anton Damm

Anton Damm (* 20. April 1874 in Wagenschwend; † 4. Oktober 1962 ebenda) war ein deutscher Politiker (Zentrum). Er gehörte von 1920 bis 1932 dem Deutschen Reichstag an und war außerdem von 1909 bis zur Machtübernahme der Nationalsozialisten 1933 Bürgermeister von Wagenschwend, wo er 1957 zum Ehrenbürger ernannt wurde.

## Leben und Wirken
Damm wurde als Sohn eines Küfers geboren. Nach dem Besuch der Volksschule in Wagenschwend in den Jahren 1880 bis 1888 wurde Damm zum Küfer und Landwirt im Betrieb seiner Eltern in Wagenschwend ausgebildet. Von 1890 bis 1894 arbeitete Damm als Küfer in Mannheim, Mainz, Köln, Potsdam, Zürich und Würzburg. Von 1894 bis 1896 gehörte er dem Infanterieregiment Nr. 109 in Würzburg an. 1897 übernahm Damm das Anwesen seiner Eltern. 1905 wurde er Gemeinderat in Wagenschwend. Von 1909 bis 1933 amtierte er als Bürgermeister von Wagenschwend. In den Jahren 1910 bis 1914 war Damm Bezirksrat, ab 1919 Kreisrat.
Bei der Reichstagswahl vom Juni 1920 wurde Damm als Kandidat des Zentrums für den Wahlkreis 35 (Baden) in den Reichstag gewählt. Nachdem sein Mandat bei den folgenden vier Reichstagswahlen bestätigt wurde, gehörte Damm dem deutschen Parlament insgesamt knapp zwölf Jahre vom Juni 1920 bis Juli 1932 an. Aufgrund einer Neudurchnummerierung der Wahlkreise im Jahr 1924 vertrat Damms Wahlkreis den Wahlkreis 32.
Damm war bereits ab 1931 vom nationalsozialistischen Heidelberger Beobachter diffamiert worden und wurde nach der Machtübernahme der Nationalsozialisten aus dem Amt des Wagenschwender Bürgermeisters gedrängt. Der gleichgeschaltete Gemeinderat lehnte sogar die Zahlung eines Ruhegehalts ab, das Damm dann erst in einem längeren Rechtsstreit erstreiten musste. Nach 1933 verdingte er sich unter anderem als Vertreter für Messwein, nach dem 20. Juli 1944 wurde mehrmals Haftbefehl gegen ihn erlassen. 
Nach dem Zweiten Weltkrieg zählte er zu den Gründern der örtlichen CDU. 1957 wurde er aus Anlass seiner Diamantenen Hochzeit zum Ehrenbürger von Wagenschwend ernannt.